# Acrotritia bacula
Acrotritia bacula är en kvalsterart som beskrevs av Wojciech Niedbała 2004. Acrotritia bacula ingår i släktet Acrotritia och familjen Euphthiracaridae. Inga underarter finns listade i Catalogue of Life.